# Зигизмунд Рудолф фон Зинцендорф
Зигизмунд Рудолф фон Зинцендорф (на немски: Sigismund Rudolph Graf von Sinzendorf; * 1670; † 8 януари 1747, Виена) е граф от род Зинцендорф, таен съветник и главен дворцов майстер.

## Живот
Той е син на държавника и дипломата граф Рудолф фон Зинцендорф (1620 – 1677) и съпругата му фрайин Ева Сузана фон Цинцендорф (1636 – 1709), дъщеря на фрайхер Ото Хайнрих фон Цинцендорф и Потендорф (1605 – 1655) и фрайин Анна Аполония фон Целкинг (1603 – 1646), господарка на Дюрнщайн и Тал Вахау.
Понеже граф Рудолф е протестант, на вдовицата са взети децата и са възпитавани католически.
Граф Зигизмунд Рудолф отива 1703 г. като камерхер на крал Карл VI в Испания и през 1709 г. става главен дворцов майстер. През 1712 г. кралят става император Карл VI и го награждава с Ордена на Златното руно, прави го Гранд на Испания I. класа и на таен съветник и главен дворцов майстер.

## Фамилия
Първи брак: на 3 октомври 1709 г. във Виена с графиня Йохана Катарина фон Нозтиц-Ринек (* ок. 1685; † 25 април 1735, Виена), дъщеря на граф Кристоф Венцел фон Нозтиц-Ринек (1643 – 1712) и графиня Мария Юлиана фон Метих, фрайин фон Кцекцов († 1706). Те имат децата:
- Терезия (* 1710; † 20 февруари 1771, Виена), омъжена на 6 октомври 1727 г. в Ернстбрун за граф Йохан Адам I фон Абеншперг-Траун (* 30 април 1705, Виена; † 13 декември 1786, Виена)[4]
- Мария Аполония (* 17 ноември 1711; † 26 март 1712, Виена)
- Антон Фридрих (* 25 януари 1713, Виена; † 8 февруари 1713)
- Мария Франциска (* 21 април 1717, Виена; † 29 октомври 1778, Фросдорф), омъжена за граф Йохан Ернст Хайнрих Кайетан Лудвиг Хойос, фрайхер цу Щихзенщайн (* 14 януари 1718, Виена; † 25 август 1781, Фроздорф)

Втори брак: на 20 юни 1735 г. във Виена с Елеонора фон Хардег в Глац и в Махланде/Мачланде (* 29 юли 1713; † 25 януари 1767), дъщеря на граф Йохан Юлиус IV Адам фон Хардег (1676 – 1746) и графиня Мария Барбара фон Хоенфелд, фрайин на Айщерсхайм (1676 – 1756). Бракът е бездетен.